# Solo per te Lucia
Pour plus de détails, voir Fiche technique et Distribution.
Solo per te Lucia est un melodramma strappalacrime italien réalisé par Franco Rossi et sorti en 1952.
Le film est basé sur la chanson du même nom de Cesare Andrea Bixio, également interprétée dans le film La Dernière Berceuse (premier film sonore italien) de Gennaro Righelli en 1930.

## Fiche technique
- Titre original italien : Solo per te Lucia (litt. « Seulement pour toi, Lucia »)[1],[2]
- Réalisateur : Franco Rossi, assisté de Sergio Sollima
- Scénario : Franco Rossi, Neda Naldi (it), Giorgio Prosperi, Edoardo Anton, Ugo Guerra (it), Rodolfo Sonego
- Photographie : Arturo Gallea
- Montage : Otello Colangeli
- Musique : Giovanni D'Anzi
- Décors : Giulio Bongini
- Production : Mario Borghi
- Société de production : INCINE
- Pays de production :  Italie
- Langue originale : italien
- Format : Noir et blanc - Son mono
- Durée : 89 minutes
- Genre : melodramma strappalacrime
- Dates de sortie :
  - Italie : 9 octobre 1952

## Distribution
- Mariella Lotti : Lucia
- Luigi Tosi : Mario
- Paolo Panelli : Tonino
- Nerio Bernardi : Luciano
- Anna Vita : Liliana
- Franco Minervini : Paolo
- Claudio Villa : lui-même
- Nilla Pizzi : lui-même
- Achille Togliani : lui-même
- Marina Scialiapin : Tania
- Giacomo Rondinella : lui-même
- Tino Scotti : lui-même
- Cinico Angelini : lui-même
- Gilberto Mazzi :
- Silvio Bagolini :
- Marisa Mantovani :
- Antonella Lualdi :
- Flaminia Jandolo :
- Ubaldo Lay :
- Gianna Piaz :
- Vittorio Caprioli :
- Alberto Collo :
- Alberto Bonucci :
- Nicolò Carosio :